# Калімій
Калімій (від дав.-гр. κάλυμμα — «покрив») — перший період мезопротерозойської ери, який продовжувався 1600–1400 мільйонів років тому (це хронометричне датування, не базується на стратиграфії).
За калімію, десь 1500 мільйонів років тому розпався суперконтинент Колумбія.